# لويس ري
لويس ري (بالإسبانية: Luis Rey)‏ هو رسام ورسام توضيحي وفنان مكسيكي وإسباني، ولد في 1955.